# Bafwasende (territoire)
Le territoire de Bafwasende est une entité administrative déconcentrée de la Province de Tshopo en république démocratique du Congo.

## Géographie
le territoire de Bafwasende s'étend sur la partie orientale de la province de la Tshopo.

## Subdivisions
Le territoire de Bafwasende est constitué d'une commune et six secteurs :
| Subdivision      | Statut  |
| ---------------- | ------- |
| Bafwasende       | Commune |
| Bafwandaka       | Secteur |
| Bakumu d'Ankumu  | Secteur |
| Bakundumu        | Secteur |
| Barumbi-Opienge  | Secteur |
| Bekeni-Kondolole | Secteur |
| Bemili           | Secteur |